# Мун Ый Джэ
Мун Ый Джэ (кор. 문의제?, 文儀濟?; род. 10 февраля 1975, Тэджон, Республика Корея) — южнокорейский борец вольного стиля, двукратный серебряный призёр летних Олимпийских игр в Сиднее (2000) и Афинах (2004), призёр чемпионатов мира (1998, 2001), чемпион Азии (1997) и двукратный победитель Азиатских игр (1998, 2002).